# Sphenoptera jugoslavica
Sphenoptera jugoslavica är en skalbaggsart som beskrevs av Jan Obenberger 1926. Sphenoptera jugoslavica ingår i släktet Sphenoptera och familjen praktbaggar. Inga underarter finns listade i Catalogue of Life.